# Logunattus
Genre
Logunattus est un genre d'araignées aranéomorphes de la famille des Salticidae.

## Distribution
Les espèces de ce genre sont endémiques de Hainan en Chine.

## Liste des espèces
Selon World Spider Catalog (version 24.5, 12/08/2023) :
- Logunattus dufui Wang & Li, 2023
- Logunattus libaii Wang & Li, 2023

## Systématique et taxinomie
Ce genre a été décrit par Wang et Li en 2023 dans les Salticidae.

## Étymologie
Ce genre est nommé en l'honneur de Dmitri V. Logunov.

## Publication originale
- Wang & Li, 2023 : « Notes on twelve species of jumping spiders from Hainan Island, China (Araneae, Salticidae). » ZooKeys, vol. 1167, p. 159-197 (texte intégral).